# 살바도르 일라
살바도르 일라(Salvador Illa, 본명: 살바도르 일라 로카, Salvador Illa Roca, 카탈로니아어 발음: [səlβəˈðo ˈiʎə ˈrɔkə], 1966년 5월 5일 ~ )는 2020년부터 2021년까지 스페인 보건부 장관을 역임한 스페인 정치인이다. 이후 카탈루냐 사회당 조직의 비서직을 맡았다. 2016년, 이 정당의 카탈루냐 대통령 후보. 이전에 일라는 1995년부터 2005년까지 라 로카 델 발레스(La Roca del Vallès) 시장을 역임했다.